# سلك نانوي

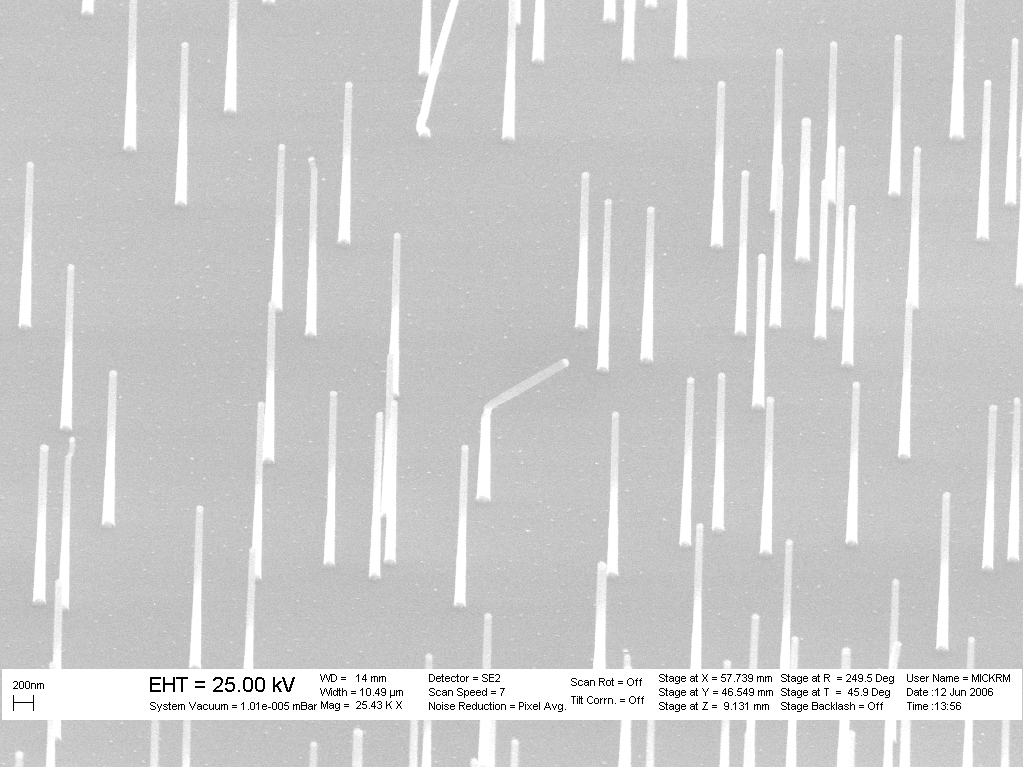

الأسلاك النانوية هي بنى وهياكل نانوية لها نصف قطر من مضاعفات النانومتر، والذي يعادل 10−9 من المتر. بالتالي فالمعيار الذي يحكم تعريف السلك النانوي هو المقطع العرضي لهذه النبى مهما كان طولها. يكون للتأثيرات الكمومية الميكانيكية أهمية كبيرة عند هذه الأبعاد الصغيرة، ولذلك فهي تصنف من ضمن الأسلاك الكمومية.
يمكن لهذه الأسلاك النانوية أن تكون مصنوعة من الفلزات (مثل النيكل أو البلاتين أو الذهب) أو أشباه الفلزات (كالمصنوعة من السيليكون أو فوسفيد إنديوم ثلاثي InP أو نتريد الغاليوم GaN) أو أشباه الموصلات (مثل الأسلاك النانوية المصنوعة من أكسيد النحاس والباريوم والإتريوم (YBCO).

## اقرأ أيضاً
- أنابيب نانوية كربونية
- أسلاك جزيئية